# Kaya (músico)
Kaya (迦夜) (nascido em Tokushima em 17 de julho de 1983) é um cantor e músico japonês de visual kei, conhecido por sua aparência feminina. Faz parte do duo Schwarz Stein, da banda Femme Fatale e também segue carreira solo.

## Carreira
Kaya iniciou sua carreira em meados de 1999 com o nome de Hime, como vocalista da banda visual kei de curta duração Meties. Eles realizaram uma reunião única em 2012, lançando um novo single e realizando um show. Sua banda seguinte foi a Isola, que também durou pouco.
Kaya então se juntou com o tecladista Hora para formar o duo Rudolf Steiner em 2001. Em 2002 a dupla mudou seu nome para Schwarz Stein após atraírem o interesse de Mana, assinando com a gravadora dele, Midi:Nette, e se tornando seu produtor. Na época que fizeram seu primeiro show, em um festival feito pelo Moi Dix Mois, Hime mudou seu nome para Kaya. Schwarz Stein lançou seu primeiro álbum em 2003, New Vogue Children. A partir daí, começaram a aparecer em diversas revistas japonesas de visual kei, como Shoxx. No entanto, após seu segundo álbum Artificial Hallucination, dessa vez produzido independentemente, a dupla se separou por conta de diferenças musicais, em março de 2004. Após vários shows de reunião desde 2011 e até o lançamento de uma canção inédita, Kaya e Hora anunciaram o recomeço oficial do Schwarz Stein em 2014.
Em 2006 o cantor estreou como artista solo, lançado os singles "Kaleidoscope" e "Masquerade", assim como seu álbum de estreia Glitter. Seu primeiro show solo contou com os músicos suporte Aie (Deadman) Tohru (Jils) e Kazuno (Moi dix Mois). Em 2008 estreou em uma grande gravadora com o single "Chocolat": originalmente na Midi:Nette, Kaya assinou com a Next Media Communications. Em 2009, a companhia foi a falência levando Kaya a voltar a ser independente. Em 2011 ele se apresentou em três eventos de anime na América do Sul, sendo eles o Anime Friends no Brasil e na Argentina e o Super Japan Expo no Chile. Ele retornou ao Anime Friends no ano seguinte.
Em maio de 2014 formou a banda Femme Fatale, que fez sua primeira apresentação internacional nos Estados Unidos em 2015. Eles se separaram em 2016 porém retornarão em 2024.
Após a separação do Femme Fatale em 2016, Kaya retornou a carreira solo. Em 13 de julho, ele realizou uma apresentação especial de 10º aniversário no Shinjuku Reny, intitulada "The Birth of DIVA", com Kamijo como convidado especial. Em 19 de outubro lançou "Perfana", o primeiro de uma trilogia de singles, produzido por Kamijo. Em 2017 Kaya foi ao México para se apresentar no evento J’Fest. Em 2018 ele participou do evento drag queen RuPaul’s DragCon em Los Angeles e lançou o single "Monday Monday".
Para lançar o álbum Rose em 2022, ele abriu uma campanha de crowdfunding. Em 17 de julho de 2023, coincidindo com seu aniversário, Kaya lançou seu 11° single "Villains". Em maio de 2024, participou do evento Anime Boston nos Estados Unidos ao lado de Hizaki. Em 27 de julho de 2025 se apresentará no Anime Summit em Brasília.

## Influências
Kaya fez um cover de "Yurenagara..." da banda Laputa, lançado em 2012 na coletânea CRUSH! -90's V-Rock best hit cover songs-. Além disso, citou Akihiro Miwa como influência.

## Discografia
- Glitter (27 de dezembro de 2006)
- Hyakki Yagyou (11 de julho de 2007)
- Kaya Meikyoku Series 1: BonJour! Chanson (18 de fevereiro de 2009)
- Queen (20 de abril de 2011)
- Gothic (4 de dezembro de 2013)
- Dress (23 de junho de 2019)
- Rose (8 de junho de 2022)
- Renaitre (1 de novembro de 2023)

Singles
- "Kaleidoscope" (28 de junho de 2006)
- "Masquerade" (6 de setembro de 2006)
- "Ouka Ryouran" (4 de abril de 2007)
- "Carmilla" (31 de outubro de 2007)
- "Chocolat" (23 de abril de 2008)
- "Last Snow" (24 de dezembro de 2008)
- "Ophelia" (22 de julho de 2009)
- "Kaya Remix vol.1 K" (27 de dezembro de 2009)
- "Awilda" (28 de julho de 2010)
- "Madame Rosa no Shoukan" (22 de dezembro de 2010)
- "Vampire Requiem" (25 de janeiro de 2012)
- "Salome" (20 de junho de 2012)
- "Nocturne" (12 de dezembro de 2012)
- "Taboo" (31 de julho de 2013)
- "Perfana" (19 de outubro de 2016)
- "Yumeji" (8 de março de 2017)
- "Fabulous" (1 de abril de 2018)
- "Monday Monday" (18 de julho de 2018)[25]